# Balatonmáriafürdő
Balatonmáriafürdő è un comune dell'Ungheria di 784 abitanti (dati 2012) situata nella contea di Somogy, nell'Ungheria centro-occidentale sulla riva del lago Balaton.
La sua vicinanza all'aeroporto internazionale di Sármellék (IATA: SOB, ICAO: LHsm) (in ungherese: Sármellék Nemzetközi Repülőtér) conosciuto anche come Aeroporto FlyBalaton la rende destinazione ideale per turisti tedeschi, olandesi e russi.